# Bhagalpur
Bhagalpur è una suddivisione dell'India, classificata come municipal corporation, di 340 349 abitanti, capoluogo del distretto di Bhagalpur e della divisione di Bhagalpur, nello stato federato del Bihar. In base al numero di abitanti la città rientra nella classe I (da 100 000 persone in su).

## Geografia fisica
La città è situata a 25° 15' 0 N e 87° 0' 0 E e ha un'altitudine di 40 m s.l.m.

## Società

### Evoluzione demografica
Al censimento del 2001 la popolazione di Bhagalpur assommava a 340.349 persone, delle quali 182 704 maschi e 157 645 femmine. I bambini di età inferiore o uguale ai sei anni assommavano a 48 463, dei quali 24 892 maschi e 23 571 femmine. Infine, coloro che erano in grado di saper almeno leggere e scrivere erano 218 986, dei quali 127 403 maschi e 91 583 femmine.